# Emil Reicke
Emil Reicke (* 16. Januar 1865 in Königsberg in Preußen; † 29. August 1950 in Steinebach (Wörthsee)) war ein deutscher Historiker und Archivar.

## Leben
Der Sohn von Rudolf Reicke studierte Geschichte und Geographie in Königsberg. Nach der Promotion zum Dr. phil. 1887 war er Hilfsarbeiter an der Königsberger Universitätsbibliothek und seit 1891 Assistent in der Stadtbibliothek und am Stadtarchiv Nürnberg (1895–1921 Kustos). Von 1921 bis 1930 war er Direktor des Stadtarchivs Nürnberg.

## Schriften (Auswahl)
- Geschichte der Reichsstadt Nürnberg. Nürnberg 1896.
- Der Gelehrte in der deutschen Vergangenheit. Leipzig 1900.
- Magister und Scholaren. Illustrierte Geschichte des Unterrichtswesens. Leipzig 1901.
- Lehrer und Unterrichtswesen in der deutschen Vergangenheit. Leipzig 1909.
- Willibald Pirckheimer. Leben, Familie und Persönlichkeit. Jena 1930.